# Again (Lenny Kravitz)
Again è il primo ed unico singolo ad essere estratto dal primo Greatest Hits del cantante Lenny Kravitz. La canzone è una ballata romantica, ispirata ad un amore finito di Kravitz. Il singolo ha raggiunto la vetta dalla classifica dei singoli più venduti in italia.

## Il video
Il video per Again è stato girato da Paul Hunter. Seguendo il testo della canzone, Kravitz conosce una ragazza (interpretata dalla modella Teresa Lourenco) che lavora come cameriera in un ristorante. Lui è interessato a lei, ma quando si reca al ristorante per poterla reincontrare la ragazza non c'è, così lui se ne torna a casa, ma qualche secondo prima la ragazza arriva al lavoro. Queste sequenze sono alternate ad altre in cui si vede lui vivere la vita di tutti i giorni, tra sequenze con la sua ragazza attuale (interpretata dall'attrice Gena Gershon), scene in cui fa l'amore con la ragazza conosciuta al ristorante e mentre esegue il brano in un locale.

## Tracce
1. Again - 03:48
2. Fly away (live) - 5:45
3. Always on the run (live) - 12:06
4. Are you gonna go my way (live)

## Classifiche
| Classifiche (2000) | posizione più alta |
| ------------------ | ------------------ |
| Australia          | 30                 |
| Austria            | 6                  |
| Belgio (Fiandre)   | 39                 |
| Belgio (Vallonia)  | 53                 |
| Brasile            | 18                 |
| Croazia            | 5                  |
| Finlandia          | 16                 |
| Francia            | 57                 |
| Germania           | 19                 |
| Islanda            | 1                  |
| Italia             | 1                  |
| Nuova Zelanda      | 5                  |
| Paesi Bassi        | 25                 |
| Portogallo         | 2                  |
| Spagna             | 10                 |
| Stati Uniti        | 4                  |
| Svezia             | 39                 |
| Svizzera           | 9                  |

## Riconoscimenti
Nel 2001 ha vinto il premio Grammy Awards come miglior interpretazione maschile.

## Curiosità
- Il singolo è stato inserito nella track list del videogioco di guida Gran Turismo 3.
- Nel video appare anche l'attrice Gina Gershon, il cantante e l'attrice sono amici da molti anni.